# Eristena auropunctalis
Eristena auropunctalis là một loài bướm đêm trong họ Crambidae.